# Viana de Jadraque
Viana de Jadraque es un municipio y localidad española de la provincia de Guadalajara, en la comunidad autónoma de Castilla-La Mancha. El término tiene una población de 41 habitantes (INE 2024).

## Símbolos
El escudo heráldico y la bandera que representan al municipio fueron aprobados oficialmente el 29 de julio de 2014. El escudo se define a partir del siguiente blasón:

Escudo partido. Primero, en campo de sinople (verde), una fuente de plata. Segundo, en campo de plata, un molino de agua de sinople. Al jefe un yugo de lo uno en lo otro. Al timbre, corona real de España.
Diario Oficial de Castilla-La Mancha nº 151 de 7 de agosto de 2014

La descripción textual de la bandera es la siguiente:

Bandera rectangular de proporciones 2:3, formada por dos franjas verticales iguales, blanca al asta y verde al batiente. Al centro de la bandera, el escudo, cuya altura será de 2/3 de la altura de la bandera.
Diario Oficial de Castilla-La Mancha nº 151 de 7 de agosto de 2014

## Geografía
La localidad, ubicada en la margen izquierda del río Salado, se encuentra a una altitud de 873 m sobre el nivel del mar. Está situada en la ruta de la Lana, entre Baides y Huérmeces del Cerro. 
| Noroeste: Angón                                      | Norte: Rebollosa de Jadraque, Santiuste y Huérmeces del Cerro | Noreste: Sigüenza |
| Oeste: Negredo                                       |                                                               | Este: Sigüenza    |
| Suroeste: Cendejas de Enmedio y Cendejas de la Torre | Sur: Baides                                                   | Sureste: Sigüenza |

## Historia
A mediados del siglo XIX, el lugar contaba con una población censada de 53 habitantes. La localidad aparece descrita en el decimosexto volumen del Diccionario geográfico-estadístico-histórico de España y sus posesiones de Ultramar de Pascual Madoz de la siguiente manera:

VIANA DE JADRAQUE ó VIANILLA: l. con ayunt. en la prov. de Guadalajara (9 lag.), part. jud. y dióc. de Sigüenza (1 1/2), aud. terr. de Madrid (19), c. g. de Castilla la Nueva. sit. á la márg. izq. del r. Salado, en terreno algo áspero con buena ventilacion y clima sano: tiene 25 casas, y una igl. aneja de la de Baides: confina su térm. con los de Huermeces, Moratilla, Baides y Pinilla de Jadraque: el terreno bañado por el indicado r., participa de quebrado y llano y es de regular calidad; tiene monte de encina y roble. caminos: los locales, de herradura en mediano estado. correo: se recibe y despacha en Sigüenza. prod.: cereales, legumbres, hortalizas y buenos pastos, con los que se mantiene ganado lanar y cabrio; hay caza de liebres, conejos y perdices. ind.: la agrícola, pobl.: 13 vec., 53 alm. cap. prod.: 288,334 rs. imp.: 17,300. contr.: 719.
(Madoz, 1850, pp. 9-10)

## Demografía
Viana de Jadraque cuenta con una población de 41 habitantes (INE 2024).
| Gráfica de evolución demográfica de Viana de Jadraque entre 1842 y 2021                                             |
| |
| Población de derecho según los censos de población del INE Población de hecho según los censos de población del INE |